# Институт по история на Сибирския отдел на Руската академия на науките
Институт по история на Сибирския отдел на Руската академия на науките (Институт истории СО РАН, съкратено ИИ СО РАН) – изследователски институт, изучаващ Сибир и неговата история. Намира се в Новосибирск в Русия.

## История
Основан като Сектор по индустриална история на Института по икономика и индустриално инженерство на Сибирския отдел на Академията на науките на СССР (1961), през 1962 Институт за хуманитарни изследвания. На 25 декември 1966 г. е създаден Институтът по история, филология и философия (ИИФФ) към Сибирския отдел на Академията на науките на СССР.
През 1990 г. той е преобразуван от три института в Обединен институт по история, филология и философия (ОИИФФ) към Сибирския отдел на Руската академия на науките. От 2007 г. е независим Институт по история към Сибирския отдел на Руската академия на науките.

## Директори
- Член-кореспондент на Руската академия на науките Леонид Горюшкин (1991-1997 г.).
- Член-кореспондент на Руската академия на науките Владимир Ламин (1998-2018 г.).
- Доктор по исторически науки Виктор Козодой (2018-2019 г., изпълняващ длъжността).
- Доктор по исторически науки Вадим Рънков (от януари 2019 г.).

## Изследвания
Институтът изучава историята на Сибир от XVI век. Трудовете на института са публикувани на  руски език. 
Сътрудници на института са участвали в български научни  конференции 
.
Известно е, че книгата на Виктор Козодай е издадена на  български език
.
Освен това, по време на Първата световна война, българи са били пленени от руснаците.
. 
Някои българи останаха в Русия дори след края на войната
.
Служителите на института писаха за Първата световна война и нейното въздействие върху Сибир.
.
По време на Втората световна война  депортирани българи се озовават в  Уралския регион.
.
Служителите на института , които са писали за военнопленници от Втората световна война, не пишат за факта, че български  военнопленници са погребани в сибирска земя
.
Но това не означава, че можем уверено да твърдим, че в трудовете на служителите на института не се споменават българи, които са били в Сибир след 1582 г.[източник? (Поискан преди 3 дни)]

## Официален уебсайт
- Официален уебсайт